# Thomas Steitz
Thomas Arthur Steitz (Milwaukee, 23 augustus 1940 – Branford (Connecticut), 9 oktober 2018) was een Amerikaans scheikundige, in het veld van de moleculaire biologie en biochemie. Hij onderzocht de structuur en de werking van het ribosoom. 
In 2009 ontving hij de Nobelprijs voor Scheikunde samen met Venkatraman Ramakrishnan en Ada Yonath. Steitz kreeg ook de Gairdner International Award in 2007 "voor zijn onderzoek naar de structuur en de werking van het ribosoom dat aantoonde dat de peptidetransferase een RNA-gekatalyseerde reactie is. Hij onthulde tevens de werking van antibiotica.

## Biografie
Steitz werd in Milwaukee, Wisconsin geboren als zoon van Arthur en Catherine Steitz. Nadat hij in 1958 zijn middelbareschoolopleiding had voltooid studeerde hij scheikunde aan de Lawrence-universiteit in Appleton (bachelor in 1962) en de Harvard-universiteit, alwaar hij in 1966 promoveerde in moleculaire biologie en biochemie onder begeleiding van toekomstig Nobellaureaat William Lipscomb.
Na een jaar postdoc aan Harvard en drie jaar aan het Medical Research Concil (MRC) in het Britse Cambridge werd hij reeds in 1970 benoemd tot hoogleraar moleculaire biofysica en biochemie aan de Yale-universiteit. Hij was getrouwd met Joan Steitz. Zij is hoogleraar in de moleculaire biofysica aan Yale.

## Werk
Steitz voerde uitgebreide studies uit naar de moleculaire, chemische en biologische mechanismen van eiwitten en nucleïnezuur. In zijn laboratorium aan Yale bracht hij de positie in kaart van de honderdduizend atomen waaruit het ribosoom bestaat. Speciale aandacht ging hierbij uit naar de wijze hoe het ribosoom het doel is van antibiotica. In 1998 was hij de eerste wetenschapper die de kristalstructuur van de grote "subunit" van ribosoom publiceerde, wat een doorbraak betekende in het onderzoek naar dit moleculaire systeem.
1901: Van 't Hoff ·
1902: E. Fischer ·
1903: Arrhenius ·
1904: Ramsay ·
1905: Baeyer ·
1906: Moissan ·
1907: Buchner ·
1908: Rutherford ·
1909: Ostwald ·
1910: Wallach ·
1911: Curie ·
1912: Grignard, Sabatier ·
1913: Werner ·
1914: Richards ·
1915: Willstätter ·
1918: Haber ·
1920: Nernst ·
1921: Soddy ·
1922: Aston ·
1923: Pregl ·
1925: Zsigmondy ·
1926: Svedberg ·
1927: Wieland ·
1928: Windaus ·
1929: Harden, Euler-Chelpin ·
1930: H. Fischer · 
1931: Bosch, Bergius ·
1932: Langmuir ·
1934: Urey ·
1935: F. Joliot-Curie, I. Joliot-Curie ·
1936: Debye ·
1937: Haworth, Karrer ·
1938: Kuhn ·
1939: Butenandt, Ružička ·
1943: Hevesy · 
1944: Hahn ·
1945: Virtanen ·
1946: Sumner, Northrop, Stanley ·
1947: Robinson · 
1948: Tiselius · 
1949: Giauque ·
1950: Diels, Alder ·
1951: McMillan, Seaborg ·
1952: Martin, Synge ·
1953: Staudinger ·
1954: Pauling ·
1955: Vigneaud ·
1956: Hinshelwood, Semjonov ·
1957: Todd ·
1958: Sanger ·
1959: Heyrovský ·
1960: Libby ·
1961: Calvin ·
1962: Perutz, Kendrew ·
1963: Ziegler, Natta ·
1964: Hodgkin ·
1965: Woodward ·
1966: Mulliken ·
1967: Eigen, Norrish, Porter ·
1968: Onsager ·
1969: Barton, Hassel ·
1970: Leloir ·
1971: Herzberg ·
1972: Anfinsen, Moore, Stein · 
1973: E.O. Fischer, Wilkinson · 
1974: Flory ·
1975: Cornforth, Prelog ·
1976: Lipscomb ·
1977: Prigogine · 
1978: Mitchell ·
1979: Brown, Wittig ·
1980: Berg, Gilbert, Sanger ·
1981: Fukui, Hoffmann ·
1982: Klug ·
1983: Taube ·
1984: Merrifield ·
1985: Hauptman, Karle ·
1986: Herschbach, Lee, Polanyi ·
1987: Cram, Lehn, Pedersen ·
1988: Deisenhofer, Huber, Michel ·
1989: Altman, Cech ·
1990: Corey ·
1991: Ernst ·
1992: Marcus ·
1993: Mullis, Smith ·
1994: Olah ·
1995: Crutzen, Molina, Rowland ·
1996: Curl, Kroto, Smalley ·
1997: Boyer, Walker, Skou ·
1998: Kohn, Pople ·
1999: Zewail ·
2000: Heeger, MacDiarmid, Shirakawa ·
2001: Knowles, Noyori, Sharpless ·
2002: Fenn, Tanaka, Wüthrich ·
2003: Agre, MacKinnon ·
2004: Ciechanover, Hershko, Rose ·
2005: Grubbs, Schrock, Chauvin ·
2006: Kornberg ·
2007: Ertl ·
2008: Shimomura, Chalfie, Tsien ·
2009: Steitz, Yonath, Ramakrishnan ·
2010: Heck, Negishi, Suzuki ·
2011: Shechtman ·
2012: Kobilka, Lefkowitz ·
2013: Karplus, Levitt, Warshel ·
2014: Betzig, Hell, Moerner ·
2015: Lindahl, Modrich, Sancar ·
2016: Sauvage, Stoddart, Feringa ·
2017: Dubochet, Frank, Henderson · 
2018: Arnold, Winter, Smith ·   
2019: Goodenough, Whittingham, Yoshino ·
2020: Charpentier, Doudna ·
2021: List, MacMillan ·
2022: Bertozzi, Meldal, Sharpless ·
2023: Bawendi, Brus, Jekimov ·
2024: Baker, Hassabis, Jumper